# Kuei Ya Chen
„Joanne“ Kuei Ya Chen (* 8. Mai 1990 in Kaohsiung) ist eine US-amerikanische Badmintonspielerin taiwanischer Herkunft.

## Karriere
Kuei Ya Chen gewann bei den Panamerikanischen Spielen 2007 Bronze im Damendoppel mit Jamie Subandhi. Bei den Miami PanAm International des gleichen Jahres siegte sie ebenfalls im Damendoppel mit Jamie Subandhi. Bei der Weltmeisterschaft 2007 belegte das Doppel den 33. Platz.

## Sportliche Erfolge
| Saison | Veranstaltung             | Disziplin   | Platz | Name                          |
| ------ | ------------------------- | ----------- | ----- | ----------------------------- |
| 2007   | Panamerikanische Spiele   | Damendoppel | 3     | Jamie Subandhi / Kuei Ya Chen |
| 2007   | Miami PanAm International | Damendoppel | 1     | Jamie Subandhi / Kuei Ya Chen |
| 2007   | Panamerikanische Spiele   | Dameneinzel | 17    | Jamie Subandhi                |
| 2007   | Weltmeisterschaft         | Damendoppel | 33    | Jamie Subandhi / Kuei Ya Chen |